# Irvingia
Ірвінгія (Irvingia) — рід африканських і південно-азійських дерев родини Ірвінгієві. Вони дають їстівні плоди, схожі на манго, і особливо цінуються за багаті жиром і білком горіхи.

## Назва
В різних регіонах відома під загальними назвами дике манго, африканське манго, чагарникове манго, діка, мбукпап уйо або огбоно.
Irvingia була описана як рід у 1860 році. Батьківщиною є Африка та Південно-Східна Азія. Рід названий на честь Едварда Джорджа Ірвінга, хірурга Королівського флоту.

## Опис
Плід — велика кістянка з волокнистою м'якоттю.

## Практичне застосування
Горіхи з тонким ароматом зазвичай сушать на сонці для консервації та продаються цілими або у вигляді порошку. Їх можна подрібнити до пасти, відомої під іншими назвами: хліб-діка або габонський шоколад. Високий вміст слизу дозволяє використовувати їх як загусники для таких страв, як суп огбоно. Горіхи також можна віджати для отримання рослинної олії.
Дерева дають тверду деревину, корисну в будівництві.

## Види
- Irvingia excelsa — Центральна Африка
- Irvingia gabonensis — Західна + С Африка
- Irvingia grandifolia — Центральна Африка
- Irvingia malayana — Південно-східна Азія
- Irvingia robur — Західна + Центральна Африка
- Irvingia smithii — Західна + Центральна Африка
- Irvingia tenuinucleata — Західна + Центральна Африка[5]